# Bandera de Sagunt

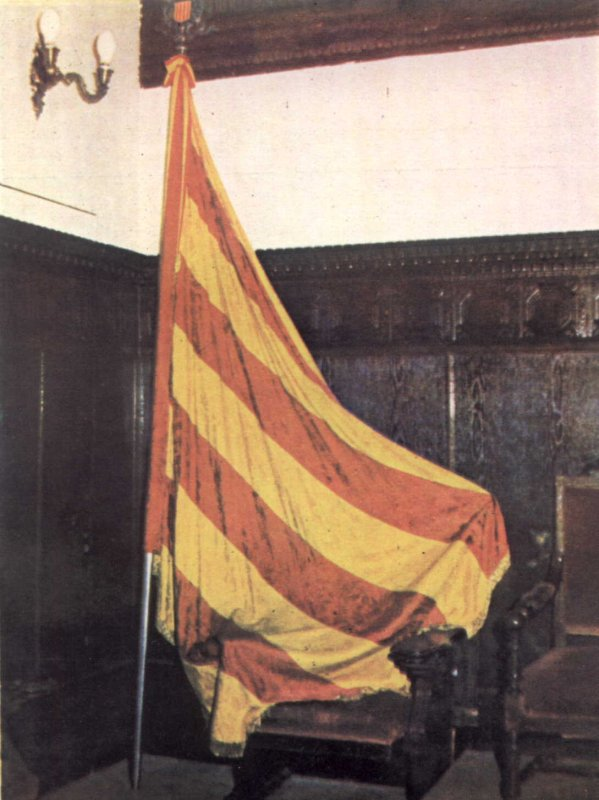
Bandera oficial de Sagunt del 1929 conservada a l'ajuntament.

La història de l'ensenya saguntina s'inicia amb la presa de la ciutat de València per les tropes del rei aragonès el 28 de setembre de 1238. Algunes viles es mantenien fidels al rei de València, Abu Djomali Zeyan, entre elles Morvedre. Mentre el conqueridor repartia les terres abandonades entre els seus cavallers, s'organitzen tres cossos de tropa amb més de cinc mil homes amb la missió de sotmetre aquells castells i viles que es mantenien fidels a l'últim rei musulmà. Un d'aqueixos cossos es va presentar davant les muralles de la vila de Morvedre prenent-la, no sense abans trobar la resistència dels seus habitants. Després de l'acció guerrera la vila va ser incorporada al nou mapa polític de la Corona d'Aragó.
El Morvedre cristià va ser donat a l'infant Sr. Pere de Portugal, fill del rei Sr. Sancho I de Portugal i cosí germà del pare de Sr. Jaime, confiant-se la custòdia del castell al capità de la guàrdia real, Asalit de Gudal. Morvedre continue habitada pels seus antics pobladors fins que en 1248 va ser decretada la seua expulsió, a la qual es va oposar enèrgicament l'infant Sr. Pere de Portugal, senyor de la vila i del seu General Terme.
Jaume II va nomenar el seu escuder, Guillem de Santa Coloma, alcaide del castell de Morvedre incloent el Terme General en virtut dels seus rellevants mèrits per decret donat a Osca el 6 de juliol de 1307. El lloc de alcaide no era vitalício, sinó pel temps que al monarca li plaga, amb la fórmula de rigor, per la qual el rei encarrega a tots els seus oficials li tinguen com alcaide i li obeïsquen com a lloctinent seu que era.
Jaume I va concedir a València la seua pròpia ensenya, el "va penar de la conquesta", posteriorment ho faria a la resta de les viles reals, entre les quals es trobava Morvedre. La bandera dels quatre pals rojos sobre fons d'or serà un dels símbols de la nostra identitat com a poble. En el saló del plenari de l'Ajuntament s'exposa una còpia fidel de la bandera que concedira Jaume I a la vila de Morvedre.
El 15 de desembre de 1929 els saguntins van ratificar de nou la seua fidelitat a l'ensenya que els concedira el gran rei aragonès. Aquella jornada va ser memorable: la col·locació de la primera pedra del Col·legi Públic "Cronista Chabret" i la benedicció de la bandera brodada per un selecte grup de senyores i senyoretes de la ciutat, còpia exacta de la primitiva (segle XIV) i que Jaume I va atorgar amb l'indiscutible argument històric de proclamar-la nostra Senyera.
En el Llibre d'Actes (23 i 30 de desembre de 1929) de l'Ajuntament llegim: “En el Salón consistorial de la casa capitular, se reunieron el Alcalde y Concejales del Ayuntamiento que se anotan al margen (Baltasar Palanca Masiá, Remigio Santibañez Gorostegui, Ramón Gaspar Huguet, José Andani Boluda, Vicente Arnau Andrés, Salvador Agustí Such, Enrique Rubio Gallur, Manuel Romaní Verdeguer, Vicente Peris Moros, Joaquín Pérez Pérez, Francisco Moros Flors y Juan Martínez Gallego), con asistencia y presididos por el Excmo. Sr. Gobernador Civil de esta provincia, Don Heraclio Hernández Malillos, con el fin de proceder a la bendición de la Bandera del Ayuntamiento, y haciéndose constar que en atención a que se habia desgastado la Bandera o Senyera de la Corporación Municipal por el uso de muchos años, acordó ésta hacer otra nueva que como continuación de aquella, sirva de estandarte de la Ciudad, se trasladaron a la Iglesia Parroquial de Santa María, en donde y oficiando la misma Don Pascual Llopis, como delegado del Eminentisimo Sr. Arzobispo de la Diócesis, Dr. D. Prudencio Melo Alcaide fué bendecida por el mismo la expresada Bandera con los rituales propios del caso”.
Després de la benedicció de la bandera en Santa María;“los señores Concejales en Corporación, presididos por el Excmo. Sr. Gobernador Civil con la Bandera desplegada a la Casa Capitular, rindiéndose los honores correspondientes, a su entrada a la misma, donde por la mencionada autoridad provincial y el Ayuntamiento se dispuso que, en lo sucesivo sea la repetida Bandera el estandarte que ostente el Ayuntamiento como Senyera de la Ciudad”.
Les actes municipals recullen els noms dels personatges que van acudir a l'acte de benedicció de la nova bandera. Aquests van ser: “El Marqués de Sotelo, Jefe Provincial de la Unión Patriotica y Alcalde de Valencia, Don Primitivo Peire, Ayudante del Excmo. Sr. Capitán General de la III Región Militar representando al mismo, Don Julián Losada Ortega, Delegado Gubernativo, Don Francisco Navarro Romero en representación de la Diputación Provincial, el Sr. Consúl de la República del Uruguay D. Eduardo Martínez Sabater y otras distinguidas Autoridades y Personalidades de la Capital y de la Ciudad”.